# NGC 6001
NGC 6001 (również PGC 56056 lub UGC 10036) – galaktyka spiralna (Sc), znajdująca się w gwiazdozbiorze Korony Północnej. Odkrył ją William Herschel 11 kwietnia 1785 roku. Jest zaliczana do radiogalaktyk.